# Измайлов, Михаил Михайлович
Михаил Михайлович Измайлов (10 марта 1722— 4 мая 1800, Москва) — генерал-поручик, действительный тайный советник, сенатор, владелец подмосковного имения Быково.
В течение короткого времени московский главнокомандующий (21 марта 1795 — 20 ноября 1796) и губернатор (начальствующий гражданской частью в Москве и губернии, 20 ноября 1796 — 2 мая 1797).

## Биография
Сын комнатного стольника Михаила Петровича Измайлова, родной брат И. М. Измайлова и двоюродный брат Л. В. Измайлова. 
Военная служба: солдат лейб-гвардии Семёновского полка (1740), капрал (1741), каптенармус (1743), сержант (1744), прапорщик (1751), подпоручик (1753). Камер-юнкер при великом князе Петре Федоровиче (с 1756), камергер (30.08.1760) дворе Елизаветы Петровны.
В декабре 1761 года Пётр III, благоволивший ко всем Измайловым, сделал его генерал-майором, Екатерина II в 1762 году произвела его в генерал-поручики, а 14 февраля 1775 года — в действительные тайные советники. В 1767 ему пожалован орден Святой Анны, в 1775 — орден святого Александра Невского ,  в 1793 — орден Святого Андрея Первозванного.
Вскоре перешел в штатскую службу и в продолжение почти всего царствования Екатерины II находился при строении казённых зданий в качестве начальника Экспедиции кремлёвского строения. В 1768 году он был сделан первоприсутствующим комиссии по постройке Кремлёвского дворца. Под его же наблюдением Казаковым возводились в Москве здания Судебной палаты и Окружного суда — блистательный дворец с куполом невиданных прежде в Москве размеров:

Когда по отделке были вынуты все подмостки и леса, начальник кремлёвской экспедиции М. М. Измайлов пригласил всех известных тогда архитекторов, в числе которых был и знаменитый Баженов, для освидетельствования здания и купола, и когда зодчие выразили некоторое сомнение в прочности его, то Казаков взошёл на поверхность купола и более получаса стоял на нём.
В новопостроенный дворец въехал пятый (московский) департамент Сената, где Измайлов с 1786 г. состоял первоприсутствующим. С 1785 по 1792 гг. предводитель дворянства Московского наместничества. Занимался переустройством здания Московского благородного собрания, где в это время появился знаменитый колонный зал с мраморной статуей Екатерины II.
Назначен московским главнокомандующим 21 марта 1795 года. Так как не был военным, то военная часть была поручена сначала князю Ю. В. Долгорукову, а с 3 февраля 1797 года — генералу И. П. Архарову, с переименованием Измайлова главноначальствующим в Москве и Московской губернии. Во время торжества заключения Ясского мира был пожалован орденом св. Андрея Первозванного.
Оставил службу 2 мая 1797 года «за старостию и слабостию здоровья» с полным жалованием. Через три года умер и был похоронен рядом с женой в Малом соборе Донского монастыря. Ввиду высокой художественной ценности надгробий супругов в советское время они были перенесены на постоянную выставку мемориальной скульптуры в Михайловской церкви того же монастыря.

## Семья
Императрица Елизавета Петровна женила Измайлова 14 февраля 1756 года на своей внучатой (т. е., троюродной) сестре, Марии Александровне Нарышкиной (1730—15.05.1780), дочери действительного тайного советника А. Л. Нарышкина. Потомства они не оставили.
Женитьба на царской родственнице сделала Измайлова весьма богатым человеком. Владел на 1755 в Архангельской губ., Вологодском у., 500 душами; имел собственный дом в Санкт-Петербурге на ул. Б. Морской. Помещик: Московской губ. (Московский у., с. Быково (Марьино тож), пустоши Средняя, Гоготово, Поворово); Тульской губ. (Веневский у. — с. Бороздино (Успенское тож), в котором построил Казанскую церковь, в 1776 имел здесь 103 души м. п.; Тульский у. — земля из Каширской засеки «для переводу и поселения крестьян»; Епифанский у. — с. Богоявленское «с сельцами и деревнями», в 1776 имел здесь 1501 душу м. п.); Архангельской губ. (Вологодский у.); Санкт-Петербургской губ. (Новоладожский у. — с. Сяское с деревнями, в 1765 заложил здесь 300 душ м. п.. После смерти в 1787 брата — Ивана, он взял к себе на воспитание его дочерей Авдотью и Ирину, сделав их своими наследницами. Обе считались самыми завидными невестами Москвы и после вступления в брак занимали одно из первых мест в свете как по красоте своей, так и по воспитанию. От Ирины происходит род Воронцовых-Дашковых (муж её скончался в год рождения их единственного сына Ивана), унаследовавший «подмосковную» Быково.